# Johnny Hallyday Pavillon de Paris : Porte de Pantin
Albums par Johnny Hallyday
Hollywood
(1979) À partir de Maintenant
(1980)
Lives par Johnny Hallyday
Johnny Hallyday Story - Palais des sports
(1976) Live
(1981)
Singles
1. Ma gueule - Rien que huit jours (versions live / promo H.C.)
Sortie : 20 novembre 1979
2. Ma gueule (version studio) - Comme le soleil (version live)
Sortie : janvier 1980

Pavillon de Paris : Porte de Pantin est le 8e album live de Johnny Hallyday. Réalisé par Eddie Vartan, sous la coordination artistique de Lee Hallyday, l'album sort le 12 novembre 1979.

## Histoire
Du 18 octobre au 25 novembre 1979, Johnny Hallyday se produit au Pavillon de Paris. Le spectacle auquel assistent 250 000 spectateurs, est mis en scène par Bernard Lion.
Depuis plusieurs années Johnny Hallyday est tenaillé par l'envie de chanter pour raconter une histoire. Déjà, ce désir l'a conduit en studio en 1976, où il enregistre le double album Hamlet. L'opéra-rock est un échec commercial et il renonce à le monter sur scène. Si Hallyday, jamais « en live » ne chante Hamlet, en revanche en 1979, il est l'ange aux yeux de laser, sur un thème de science-fiction. Johnny confie avoir choisi ce genre pour faire plaisir à son fils, David, âgé de 13 ans et fan du film de George Lucas La Guerre des étoiles (1977). Anciennes comme nouvelles chansons - créées pour l'occasion - déroulent la trame d'une histoire, un tant soit peu enfantine, servie par une multitudes d'effets spéciaux. Une guerre inter-galactique fait rage, quand l'ange aux yeux de laser, un être à l'aspect humain, arrive sur terre en vaisseau spatial. Fort de ce regard qui jette des éclairs, il chante à qui veut l'entendre qu'être intemporel il a traversé tous les temps : « Les pyramides, les temples d'Angkor, Hiroshima, Sodome et Gomorrhe, du pire au meilleur moi j'étais là » et ce même s'il n'est le Fils de personne et qu'il est seul Comme le soleil. Sur terre il connait l'amour et ses vicissitudes... Un amour qui, il le clame « se brise Entre mes mains » et il peut toujours chanter Moi, je t'aime et qu'une certaine « se fout de sa gueule », il réalise alors que véritablement La terre promise n'est jamais là où on espère la trouver. Comme un ennui ne vient jamais seul, un « tribunal interplanétaire » l'emprisonne dans un pénitencier, ce qui pour lui sonne La fin du voyage. Ces juges sont aussi ces bourreaux et l'ange aux yeux de laser se voit condamné à mort pour s'être humanisé. C'est vainement qu'il supplie sauvez-moi dans un vibrant et déchirant chant contre la peine de mort, avant de finir foudroyé sous des lasers.
En seconde partie, Johnny Hallyday donne un récital plus coutumier avec la reprise de nombreux succès anciens et récents, pour plusieurs empruntés aux albums Solitudes à deux et Derrière l'amour. Quelques chansons nouvelles sont également au programme : Qu'est-ce que tu croyais, C'est mieux ainsi, et Toujours là. Cette dernière fait allusion à ces débuts et aux nombreux détracteurs qui prédisaient alors « qu'il ne durerait guère ». Vingt ans plus tard, Hallyday ironise, affiche et chante sa fierté et sa reconnaissance au public : « Comme un forcené, je me suis juré de ne jamais faiblir de ne jamais trahir, tous ceux qui dans le noir ont tant besoin d'espoir - Et voilà on est toujours là, vous et moi n'en resteront pas là ». Une séquence rock and roll consacre une large place à l'album Johnny, reviens ! Les Rocks les plus terribles, avant que Le bon temps du rock and roll, (dans une version plus longue et plus rythmée), ne termine le show. 
Durant la séquence rock and roll, chaque soir, Johnny est accompagné au piano par Gilbert Montagné. Le chanteur, alors au « creux de la vague », voit ainsi sa carrière relancée. Peu après, il retrouve le chemin des studios et renoue avec le succès. Reconnaissant, il consacre en 1981, une chanson à Johnny Hallyday, tout simplement nommée Johnny, sur laquelle un couplet évoque cette complicité scénique.
Le soir de la dernière, Johnny Hallyday chante avec Eddy Mitchell : Blue Suede Shoes, Tutti Frutti et Be Bop a Lula. Sylvie Vartan est en duo sur Le bon temps du rock and roll et son fils David, lui fait la surprise de l'accompagner à la batterie sur Rien que huit jours.
Très vite, la chanson Ma gueule s'impose au public et devient une énorme succès. L'émission Les Rendez-vous du dimanche, du 21 octobre 1979, présenté par Michel Drucker, diffuse une séquence enregistré durant les répétitions au Pavillon de Paris, où Johnny chante une version de Ma gueule sur des arrangements musicaux très différents de la version connue.

## Autour de l'album
Références originales :
- Double album vinyles / Ref. 668 10 11 - (24 titres)
  - L'album connait deux éditions  avec des pochettes - côté verso - qui présentent quelques différences :
    - 1re édition : le verso est noir avec un encart intérieur donnant le détail des titres et des musiciens.
    - 2e édition : Verso noir avec une photo centrale sous laquelle sont indiqués les titres et les musiciens.

- L'édition CD de 1992 est l'exacte reproduction de l'album vinyle de 1979.
  - Référence originale : 510 198-2
- L'édition CD de 2003 propose l'intégralité du récital et restitue fidèlement la chronologie du tour de chant. Cette version présente bien des différences avec l'original de 1979, tant sur la durée des titres que sur les commentaires de Johnny au public.
  - Référence originale : Mercury Universal Philips 077 195-2 - (28 titres)

Et aussi :
- 45 tours Qu'est-ce que tu croyais - C'est mieux ainsi - Référence originale : Philips 6172254 (sortie le 27 juin 1979 - versions studios).
- 45 tours Toujours là - La fin du voyage - Référence originale ; Philips 6172280 (sortie le 3 octobre 1979 - versions studios).
- 45 tours promo hors-commerce Ma gueule - Rien que huit jours - Référence originale : Philips 6837610(sortie le 20 novembre 1979 - versions live).
- 45 tours Ma gueule (version studio) - Comme le soleil (version live) - Référence originale : Philips 6172300 (sortie en janvier 1980).

## Les titres
Nota :
1. Nous donnons ici la chronologie du CD Johnny Hallyday au Pavillon de Paris, édition 2003, qui pour la première fois reprend le récital intégral.
2. Les titres en gras ne sont pas inclus dans le double album vinyle de 1979.
3. Gilbert Montagné est au piano sur les titres marqués d'un *.
4. En 1979, la musique du titre Ma gueule est créditée Pierre Naçabal[1]. Depuis les années 1990, Philippe Bretonnière est crédité comme compositeur - (Pour plus de détails voir ici).

| 1.  | Johnny concerto (prologue instrumental)                    |                                             | Jean Renard                                             |  |
| 2.  | L'ange aux yeux de laser                                   | Gilles Thibaut                              | Jean Renard                                             |  |
| 3.  | Fils de personne (Fortunate Son)                           | Philippe Labro (adaptation)                 | John Fogerty                                            |  |
| 4.  | Comme le soleil                                            | Didier Barbelivien                          | Jean Renard                                             |  |
| 5.  | Ma chérie c'est moi (It'll Be Me)                          | Michel Mallory (adaptation)                 | Jack Clement                                            |  |
| 6.  | Moi je t'aime                                              | Gilles Thibaut                              | Jean Renard                                             |  |
| 7.  | Le Feu                                                     | Michel Mallory                              | Gary Wright                                             |  |
| 8.  | Entre mes mains                                            | Gilles Thibaut                              | Jean Renard                                             |  |
| 9.  | Ma gueule                                                  | Gilles Thibaut                              | (pour le crédit du compositeur voir nota 3)             |  |
| 10. | La terre promise (Promised Land)                           | Michel Mallory (adaptation)                 | Chuck Berry                                             |  |
| 11. | Le pénitencier (The House of the Rising Sun)               | Hugues Aufray, Vline Buggy (adaptation)     | Alan Price                                              |  |
| 12. | La fin du voyage                                           | Pierre Billon                               | Jean Renard                                             |  |
| 13. | Sauvez-moi (Salvation)                                     | Michel Mallory (adaptation)                 | Craig Doerge, Judy Henske                               |  |
| 14. | Lucille (Lucille)                                          | Claude Pitkowski, Alain Gaunay (adaptation) | Richard Penniman, Albert Collins                        |  |
| 15. | La première pierre                                         | Michel Mallory                              | Tim Hinkley (en)                                        |  |
| 16. | Toujours là                                                | Jacques Denjean                             | Franck Langolff                                         |  |
| 17. | Derrière l'amour                                           | Pierre Delanoë                              | Toto Cutugno                                            |  |
| 18. | Requiem pour un fou                                        | Gilles Thibaut                              | Gérard Layani                                           |  |
| 19. | Rock'n'roll man                                            | Michel Mallory                              | Tommy Brown                                             |  |
| 20. | C'est mieux ainsi                                          | Pascal Lefèbvre                             | Franck Langolff                                         |  |
| 21. | Gabrielle (The King Is Dead)                               | Long Chris, Patrick Larue (adaptation)      | Tony Cole (musician) (en)                               |  |
| 22. | Salut Charlie                                              | Michel Mallory                              | Johnny Hallyday                                         |  |
| 23. | Qu'est-ce que tu croyais (Rock'n'Roll Dancing)             | Georges Terme (adaptation)                  | Steve Beckmeier, Fred Beckmeier                         |  |
| 24. | Cet homme que voilà (Bella senz'anima (en))                | Pierre Delanoë (adaptation)                 | Roberto Cassella, Marco Luberti (en), Richard Cocciante |  |
| 25. | Rien que huit jours (*) (Forty Days)                       | Manou Roblin (adaptation)                   | Chuck Berry                                             |  |
| 26. | Frankie et Johnny (*) (Frankie and Johnny)                 | Manou Roblin (adaptation)                   | Gene Vincent                                            |  |
| 27. | O Carole (*) (Carol)                                       | Manou Roblin (adaptation)                   | Chuck Berry                                             |  |
| 28. | Le bon temps du rock and roll (*) (Old Time Rock and Roll) | Michel Mallory (adaptation)                 | George Jackson, Thomas Earl Jones III                   |  |

## Musiciens
Direction d'orchestre et arrangements : Jean Costa.
Piano - invité spécial : Gilbert Montagné.
Guitare solo : Michel Govedri.
Guitare rythmique : Christophe Aubert.
Guitare Pedal Steel : Marc Bozonnet.
Guitare basse : Rémi Dall'Anese.
Batterie : Jean-Pierre Prévotat.
Claviers : Daniel " Bill " Ghiglione.
Percussions : Gilles Perrin.
Saxophones : Gilbert Ciuffi, Gilbert Dall'Anese, Peter McGregor, Mick Picard.
Trombones : Jean Costa, Christian Fourquet, Claude Romano, Bernard Camus.
Trompettes : André Laidli, Michel Loubière, Alfred " Freddy " Hovsepian, Geoffrey " Jeff " Reynolds.
Chœurs : Érick Bamy, Jacques Ploquin, Jacques Mercier, Gilbert Einaudi, Liliane Davis, Anne-Marie Godart, Pierrette Bargoin, Barry St. John (en).

## Réceptions
Le double vinyles s'écoule en quelques semaines, à 300 000 exemplaires, établissant un record de vente pour un album français enregistré en public. En Octobre 1980, l'album est certifié disque de platine par le SNEPA.